# Gastronomía oriental
La Gastronomía Oriental es una de las más antiguas, con más de tres mil años de existencia, esta comida se ha preocupado por la búsqueda de equilibrio y contraste en la fusión de sus sabores. La comida oriental cubre una gran zona de Asia conocida como el lejano oriente, por lo cual incluye una gran variedad de tradiciones culinarias. Los países que forman el "Oriente" abarca desde la zona sur de Siberia oriental hasta Indonesia e incluye Mongolia, Japón, Corea, Vietnam, Tailandia y casi toda China.
La cocina oriental está llena de aromas y sabores muy especiales, principalmente esta consiste en una forma de alimentarse muy sana y bastante equilibrada. Teniendo siempre presente la experimentación para la creación de nuevos sabores y dar un espectáculo visual a quienes la consumen, tanto en su preparación como en el momento del emplatado. 

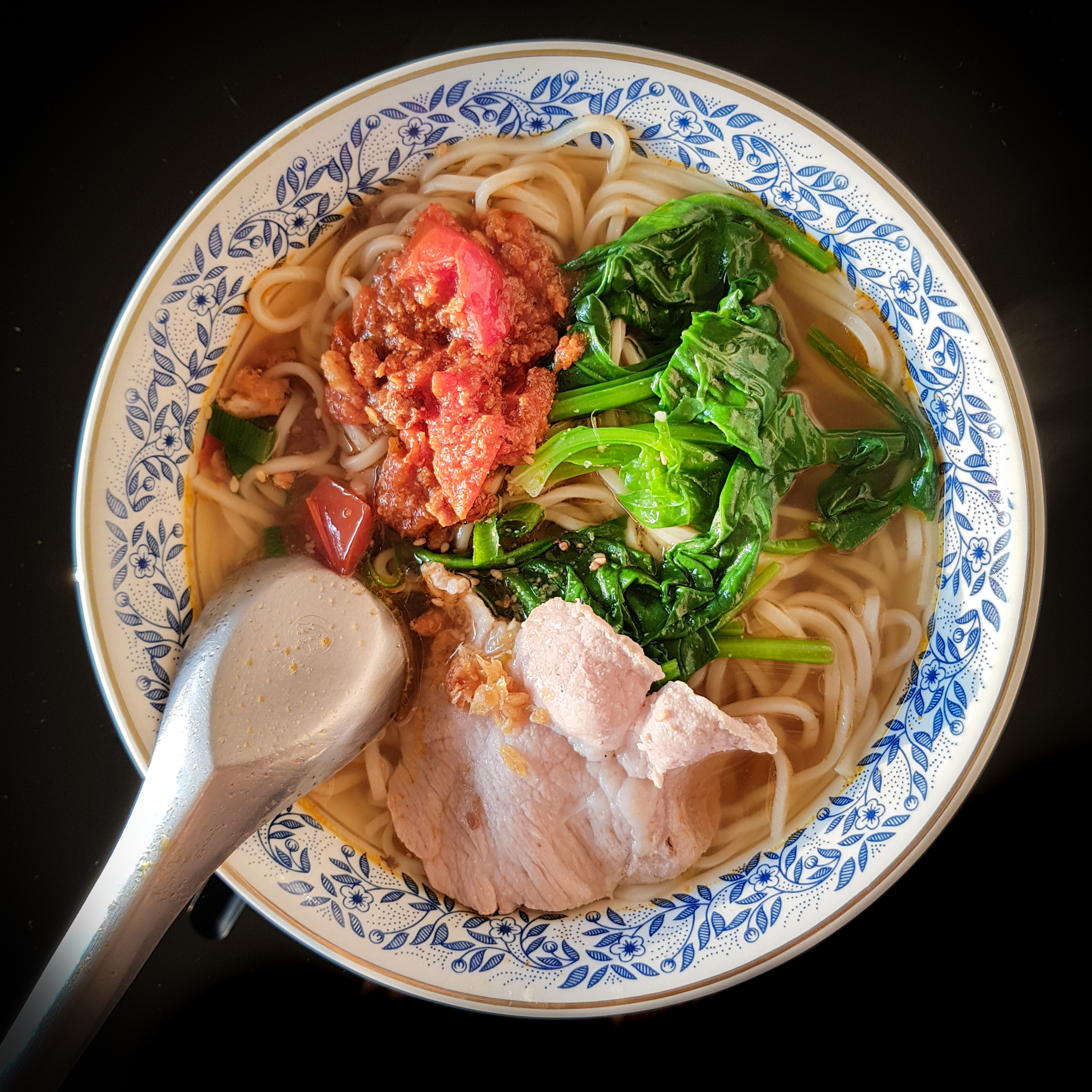

## Cocina china
Esta es una de las más conocidas en el mundo debido a la antigua tradición culinaria del país.
Se puede decir que originariamente procede de diferentes regiones de China y Taiwán, que se ha expandido a otras partes del mundo — desde el sureste de Asia pasando por el continente americano hasta toda Europa. La cocina china está íntimamente relacionada no sólo con la sociedad, sino también con la filosofía y la medicina china.
Este tipo de cocina se caracteriza por buscar el equilibrio de sabores y texturas, por lo que existen alimentos yin (femeninos), alimentos tiernos y ricos en agua como frutas y verduras, cuyo fin es refrescar mientras que los alimentos yang (masculinos), incluyen los platos fritos, especiados y a base de carnes, estos sirven para recalentar. 
En China existen varias cocinas tradicionales como: 
- Shandong

Esta cocina es caracterizada por ser cuna de grandes pensadores. Es conocida por vender productos que se elaboran rápidamente. Sus salteados y cocciones la hacen una de las más admiradas, en su mayoría por el uso de los mariscos. Para esta cocina la presentación es lo más importante ya que es considerada como un acto de belleza. 
Sus platos más conocidos son: carpa Agridulce, Vientres Fritos y Pepinos de Mar con huevos de Cangrejo. 
- Guandong

También es conocida como la comida cantonesa, conocida por su diversidad en la cocina ya que tiene gran influencia de inmigrantes de todo el mundo. Esta cocina es caracterizada por sus frituras y cocciones a vapor. Algunos de los ingredientes más usados son: El pescado, jengibre, cebollas de primavera,  ajo, salsa de soja, fideos, vino de arroz, almidón y aceite. 
Algunos de los Platos más conocidos son: Char siu bao (carne de cerdo a la barbacoa), ha gow (pasta al vapor con gambas), berro de agua dumplings, sopa de Wanton. 
- Sichuan

Caracterizada por su cocina condimentada y picante, le otorga mucha importancia a la fragancia. Se utilizan técnicas de ahumado y la incorporación de licores y bebidas fermentadas. 
Los platos más populares son: el Pato Zhangcha, fideos dan-dan, el pollo Konpao, Pollo Gongbao, Cerdo Huiguo, Mapo Tofu, Sichuan hotpot.
- Fujian

Existen 3 estilos de cocina Fujian. Fuzhou: con un sabor dulce y amargo; Fujian occidental, con sabor ligeramente picante de la mostaza y la pimienta, y Fujian del sur, que sabe por lo general picante y dulce. Sus ingredientes son principalmente especias como: pimienta, anís y corteza de cassia; mostaza, vino de arroz rojo, azúcar, salsa de camarones, aceite de camarones, entre otros.
Sus platos más conocidos son: Fotiaoqiang, Pato ahumado de Youxi, Carne con forma de litchi, Vieiras cocidas al vapor y guisadas con rábanos.
- Jiangsu

Se caracteriza por el equilibrio de especias, hierbas y condimentos, pues si alguno de estos está por encima de otro, está afectando el resultado final. Esta gastronomía posee una gran variedad de ingredientes como lo son: Arroz, Melón Amargo, Chayote, Apio Blanco Chino, Quingombó, Daikon, Boniato, Espinaca de Agua, Calabaza blanca, etc. Sus cocciones se caracterizan por ser largas para las sopas y estofados y algunas cortas como saltados. 
Los platos más conocidos son: Calabaza con lilio, Sopa de carne de pescado, Sopa de carne de cerdo y tres verduras, Queso de soya con camarón. 
- Zhejiang

Esta cocina se divide en 3 Estilos: Hangzhou, caracterizada por su presentación, y sabores ligeros; Ningbo, caracterizada por conservar sabores, y gran uso de mariscos; Shaoxing, caracterizada por sabores tradiciones y culturales, aromáticos, también usa mariscos, pescados y aves. 
Sus platos más populares son: Carne Su Dongpo, Gambas Longjing, Pollo del Méndigo, Carpa del Lago. 
- Anhui

Es especialmente conocida por los platos preparados con productos gastronómicos de las montañas. Algunos de los ingredientes más usados son: pescado, ganso, pepino de mar, calamar, camarones,  bambú, arroz (como Cereal, masa, hoja, etc), frijol, pato, pasta de soja. 
Sus platos más representativos son: Chukar al vapor, Huizhou Guozong, melocotón con grasa y carne de cerdo, caracoles fritos de río, cuajada seca de frijol, Li Hongzhang, Pato Rostizado Luzhou.

## Cocina japonesa
La principal característica de esta comida es que sus ingredientes siempre son frescos y de estación, por lo que su presentación siempre es sencilla y elegante. La base de la Comida Japonesa es el arroz, que usualmente se combina con platos secundarios, sopas y salsas. 
La Comida Japonesa se destaca por usar puntos de cocción que destacan los sabores naturales de todos los ingredientes. Los que más se usan en los platos japoneses son el arroz, verduras, hongos, algunas carnes y muchos pescados, mariscos y legumbres, especialmente la soja. Cabe resaltar que esta se caracteriza por ser en su mayoría vegetariana. 
Los platos más destacados son:
- Sushi

Arroz pasado por vinagre de arroz, combinado con productos frescos, en su mayoría mariscos y pescado. Acompañado de salsa de soja, jengibre, salsa teriyaki y wasabi. 
- Ramen

Es una sopa muy especiada, de gran consistencia hecha con fideos largos que en muchas ocasiones es acompañada de carne, huevo duro y/o verduras. 
- Udon

Es un fideo grueso a base de harina que se consume en caldo, este último puede variar dependiendo si su base es salsa de soja, dashi o mirin. Este puede ir acompañado de carne, pescado, naruto, verduras, algas, etc.
- Tempura

Se dice que el Tempura llegó a Japón a través de los portugueses en el siglo XVII. Los japoneses adaptaron la receta a los productos locales consiguiendo una fritura refinada y liviana, muy crujiente. Esta se suele realizar con panko y se suelen rebozar en él, mariscos, carnes, verduras, entre otros.

## Cocina coreana
La cocina coreana o “hanguk yori” es picante y sazonada con especias; tiene ciertas herencias de la cocina china y de la japonesa, lo que se demuestra a través de los alimentos que forman la base de su gastronomía, entre ellos arroz, verduras, pescados, mariscos y el dubu.
El arroz es la base de la comida coreana y lo que se conoce como tal son los alimentos o platos que acompañan a este. Los platos varían según la región, pero puede que se encuentren algunos similares debido a que estos se adaptan al lugar del país donde se preparen. 
Los alimentos más usados dentro de la cocina coreana son el té, a través de la ceremonia del té coreana, los cereales, semillas, frutas, hierbas medicinales, bulgogi y kimchi. El kimchi junto con la pasta de doenjang, son los alimentos fermentados coreanos más conocidos, y son altamente valorados por sus efectos de prevención ante algunas enfermedades.
Los platos más destacados son: 
- Deungsim Gui

Lomo de cerdo asado a la parrilla, cortado en trozos pequeños. Se come mojándolo en aceite de sésamo con sal.
- Haemul Jeongol

Cazuela de mariscos muy picante, consta de calamar, pulpo, almejas y camarón. 
- Samgyeopsal

Tocino a la parrilla que se moja en aceite de sésamo con sal. También se puede envolver en una hoja de lechuga con pasta de soja, cebolla verde rayada y ajo para sazonar. 
- Seolleongtang

Sopa a base de huesos y carne de vaca hervidos, se le agrega sal, cebolla verde y pimienta negra al gusto. 
- Mul Naengmyeon

Fideos a base de harina de alforfón. Se sirven en caldo frío de carne de vaca y carne rebanada y verduras. Este plato se caracteriza por su sabor agridulce.

## Cocina india
Esta cocina se caracteriza por tener varios estilos debido a la gran cantidad de pueblos y regiones. Los ingredientes usualmente son los mismos sin importar pero su variación va en la forma en que los usan, la cocción y la mezcla que le dan a ellos. Por lo general en la comida de la India se encuentra un gran variedad de verduras locales y condimentos. 
La carne no es uno de sus ingredientes principales pero en algunas regiones esta se consume debido a la influencia francesa que tuvo lugar en un periodo de su historia, igual que los musulmanes y los ingleses dejaron su legado en la gastronomía, por lo que también se considera una cocina con influencia internacional. 
Sus platos más conocidos son: 
- Palak Paneer

Sofrito con cebolla, tomate rojo, mezclado con cúrcuma, cominos, cilantro seco y paprika, a lo que se le añade espinacas previamente cocidas, cilantro fresco y queso (usualmente es casero). 
- Egg Curry

Huevos cocidos con salsa, cebolla, ajo, guisantes, jengibre, tomate, chile verde picante, cilantro, tamarindo y garam masala, todo sofrito en aceite vegetal o ghee.
- Curry de gambas con leche de coco

Se sofríen las gambas con mantequilla, cebolla, ajo y jengibre, cúrcuma, laurel, guindilla y cardamomo. Una vez dorada la cebolla, se añade zumo de limón, leche de coco, sal y pimienta. 
- Biryani de cordero

El biryani de cordero es un plato festivo, cocinado sobre todo por los musulmanes de India cuando terminan el Ramadán. Se dora el cordero salpimentado en una sartén, se aparta y se hace un sofrito con el cilantro, ajo y jengibre previamente majado en el mortero y cebolla cortada en julianas. Después se añade el arroz, zumo de lima, se echa guindilla, cúrcuma, hojas de laurel y azafrán.

## Cocina tailandesa
La cocina tailandesa combina varios elementos del sudeste asiático, conocida por sus aromas fuertes. Esta cocina se caracteriza por un equilibrio entre lo ácido, lo dulce, lo amargo y lo salado. Esta se divide en cuatro cocinas regionales norte, noreste, centro y sur, cada alimento es derivado de los de los países y regiones vecinos: Birmania al noroeste, China, Laos, Vietnam y Camboya.
Sus platos más conocidos son: 
- Pad Thai

Mezcla de arroz con verduras, tofu, gambas, pollo, frutos secos y algunas especias, acompañadas de una salsa usualmente de pescado. 
- Khao Pad Goong

Arroz acompañado de verduras, huevo, salsa de soja, gambas y carne. 
- Tom Yam

Es una sopa bastante condimentada, usualmente picante, preparada con aceite guindilla, setas, pescados o mariscos. Como es usual en la comida oriental esta se acompaña normalmente con arroz. 
- Panang Curry:

El curry es uno de los ingredientes más importantes en la comida oriental, incluyendo la tailandesa. Este plato es una sopa que se prepara con verduras, leche de coco, condimentos y curry. Se acompaña con arroz o más verduras.